# Lac Waswanipi
Der Lac Waswanipi ist ein See in der regionalen Grafschaftsgemeinde Jamésie (Verwaltungsregion Nord-du-Québec) der kanadischen Provinz Québec.

## Lage
Der See liegt etwa 80 km südöstlich des Lac Matagami und 20 km südöstlich des Lac au Goéland. Alle drei Seen liegen am Flusslauf des Flusses Rivière Waswanipi und gehören zum Einzugsgebiet des Rivière Nottaway. Der Rivière Waswanipi hat seinen Zu- und Abfluss am Nordende des Sees. Der 13 km südlich gelegene Lac Pusticamica wird über den Rivière O’Sullivan zum Lac Waswanipi hin entwässert.
Der See hat grob die Gestalt des Buchstaben J. Der Lac Waswanipi ist 35 km lang und bis zu 11 km breit. Die Wasserfläche beträgt 205 km².